# Così fan tutte
Così fan tutte, ossia La scuola degli amanti (K 588) è un'opera lirica in due atti di Wolfgang Amadeus Mozart scritta fra il 1789 e il 1790. È la terza e ultima delle tre opere buffe scritte dal compositore salisburghese su libretto di Lorenzo da Ponte.

## Storia
Nonostante fosse stato nominato nel 1787 Kaiserlicher Kammermusikus (compositore di corte) e che ricevesse per l'incarico uno stipendio di 800 fiorini all'anno, Mozart era sempre in difficoltà economiche. Chiese spesso prestiti ad amici e scrisse diversi lavori cameristici con lo scopo di venderli. Quando durante l'estate del 1789 la moglie Constanze si ammalò, le cure che dovette fare alla stazione termale di Baden aggravarono ulteriormente la situazione finanziaria familiare. La commissione per il teatro di corte da parte dell'imperatore Giuseppe II, in seguito alle felici riprese viennesi (1788-1789) di Le nozze di Figaro e Don Giovanni, sembrò provvidenziale al musicista.
Sembra che a suggerire l'argomento dell'opera a Da Ponte sia stato proprio il committente, l'imperatore Giuseppe II, sulla base di fatti realmente accaduti, ma secondo molti studiosi il fatto è stato ideato per giustificare un testo ben poco apprezzato, avvalorandolo con il suggerimento imperiale.
Avuto l'incarico, Mozart collaborò nuovamente con Lorenzo da Ponte che prese alcune idee per la nuova opera da Le metamorfosi di Ovidio, da La grotta di Trofonio di Giovanni Battista Casti con altri riferimenti a Goldoni, Marivaux e Ariosto, anche se la vicenda è in gran parte originale del librettista. Mozart scrisse la partitura tra l'ottobre 1789 e il gennaio 1790; probabilmente l'opera era già quasi completa alla fine di dicembre poiché il musicista ne realizzò un'esecuzione privata nella sua abitazione, la sera di San Silvestro, alla presenza di diversi amici e musicisti tra cui Haydn. La prima rappresentazione ebbe luogo al Burgtheater di Vienna il 26 gennaio 1790, con Adriana Ferraresi Del Bene e Francesco Benucci e fu diretta dal compositore. Il successo fu discreto, ma l'opera rimase in scena per sole quattro sere, sospesa bruscamente alla morte dell'imperatore il 20 febbraio. Mozart ricevette il compenso di 200 ducati per la commissione che non fu comunque sufficiente a risollevare le sue precarie condizioni economiche. Dopo il periodo di chiusura per lutto il teatro riprese le rappresentazioni dell'opera per cinque serate tra giugno e agosto di quello stesso anno.
Il pubblico viennese accolse tiepidamente Così fan tutte, probabilmente turbato dall'argomento al limite della moralità; per di più la presenza di doppi sensi e di paragoni impudenti sconcertò gli ascoltatori appartenenti ormai a un'epoca vicina alla sensibilità romantica; per tutto il XIX secolo infatti l'opera non venne più rappresentata. Il giudizio sulla composizione fu per molto tempo, nell'Ottocento, unanime: musica molto bella ma libretto improponibile. L'opera fu bistrattata per parecchio tempo, quasi fosse un canovaccio da commedia dell'arte, e fu rimaneggiata con titoli fantasiosi quali La prova magica o Peines d'amour perdues. Soltanto nel 1891 a Vienna, a un secolo dalla scomparsa dell'autore, venne finalmente riproposta la versione originale.

## Cast della prima assoluta
| Personaggio | Tipologia vocale | Interpreti della prima 26 gennaio 1790 (direttore Wolfgang Amadeus Mozart) |
| ----------- | ---------------- | -------------------------------------------------------------------------- |
| Fiordiligi  | soprano          | Adriana Ferraresi Del Bene                                                 |
| Dorabella   | soprano          | Louise Villeneuve                                                          |
| Guglielmo   | basso            | Francesco Benucci                                                          |
| Ferrando    | tenore           | Vincenzo Calvesi                                                           |
| Despina     | soprano          | Dorotea Bussani                                                            |
| Don Alfonso | basso            | Francesco Bussani                                                          |

## La trama

### Atto primo
In una bottega di caffè a Napoli siedono i due ufficiali dell'esercito Ferrando e Guglielmo, che vantano la fedeltà delle loro fidanzate, rispettivamente Dorabella e Fiordiligi, sorelle, giunte da Ferrara. Con loro vi è l'amico Don Alfonso, scapolo, il quale, dandosi come sempre arie da filosofo cinico, li contraddice affermando l'inesistenza della fedeltà femminile: «È la fede delle femmine come l'Araba fenice: che vi sia ciascun lo dice, dove sia nessun lo sa!» e sostenendo così che le due innamorate, se solo si presentasse loro l'occasione, dimenticherebbero subito i loro fidanzati e passerebbero a nuovi amori. A seguito di questa dichiarazione, i due intendono sfidare a duello l'amico per difendere l'onore delle future spose. Don Alfonso, invece, lancia loro una scommessa dell'ingente valore di cento zecchini per provare ai due amici che le loro fidanzate non son diverse dalle altre donne: così, per un giorno, Ferrando e Guglielmo dovranno comportarsi secondo gli ordini di Don Alfonso.
Intanto, nel giardino della loro casa sul Golfo di Napoli, Fiordiligi e Dorabella guardano sognanti i ritratti dei fidanzati, ma poi iniziano a preoccuparsi perché sono già le sei del pomeriggio e i due amanti non sono ancora venuti a far loro visita, come fanno di solito tutti i giorni. Ad arrivare è invece Don Alfonso che reca loro una notizia terribile: i fidanzati sono stati convocati al fronte e devono partire all'istante. Sopraggiungono Ferrando e Guglielmo che fingono di essere in partenza. Le due giovani sono disperate e gli addii sono dolorosi. Don Alfonso osserva con allegro cinismo che sanno «tutti due far ben la loro parte». Un suono di tamburo richiama gli ufficiali al loro dovere e l'imbarcazione delle reclute li accoglie.
La cameriera Despina, complice di Don Alfonso, espone alle sorelle le proprie idee circa la fedeltà maschile ed esorta Fiordiligi e Dorabella a «far all'amor come assassine»: sicuramente i fidanzati al fronte faranno altrettanto. Don Alfonso cerca l'aiuto di Despina, offrendole subito uno zecchino d'oro e promettendole venti scudi se insieme riusciranno a far entrare nelle grazie delle sorelle due nuovi pretendenti. Questi ultimi non sono altro che gli stessi Ferrando e Guglielmo che si ripresentano al loro cospetto, ma travestiti da ufficiali albanesi con grandi mustacchi e vestiti stravaganti. Le due giovani irrompono furenti per la presenza degli sconosciuti rimproverando Despina per averli fatti entrare; i finti albanesi si dichiarano spasimanti delle due sorelle e Don Alfonso presenta gli ufficiali come suoi cari amici. Alle loro rinnovate e caricaturali profferte d'amore, Fiordiligi risponde che serberanno fedeltà agli amanti fino alla morte; quindi, con la sorella, si ritira. Tutto ciò rallegra i due giovani che sentono già di aver vinto la scommessa. Tuttavia Don Alfonso li ammonisce avvertendoli che c’è ancora tempo prima di cantare vittoria.
Vedendo che le giovani se ne stanno malinconiche in giardino, Despina confida al filosofo di avere un piano per cambiare la situazione. Infatti Don Alfonso si allontana fingendo di inseguire gli albanesi, che, poco lontano, sotto gli occhi delle due fanciulle, simulano di bere dell'arsenico (in realtà bevono dell'acqua), volendosi suicidare per il dolore. Don Alfonso fa finta di andare in cerca di un medico e lascia i due uomini agonizzanti davanti alle esterrefatte sorelle che iniziano a provare compassione. Arriva Despina travestita da medico, declamando frasi in un latino maccheronico, e fa rinvenire gli albanesi toccandoli con una calamita. I finti albanesi si riprendono, rinnovano le dichiarazioni di amore e abbracciano le donne, scambiando però l'oggetto della finta passione. Despina e Don Alfonso guidano il gioco esortando le donne ad assecondare le richieste dei nuovi spasimanti resuscitati, i quali si comportano in modo molto passionale. Quando i due pretendono un bacio, Fiordiligi e Dorabella si indignano e rifiutano, mostrando però un grande turbamento.

### Atto secondo

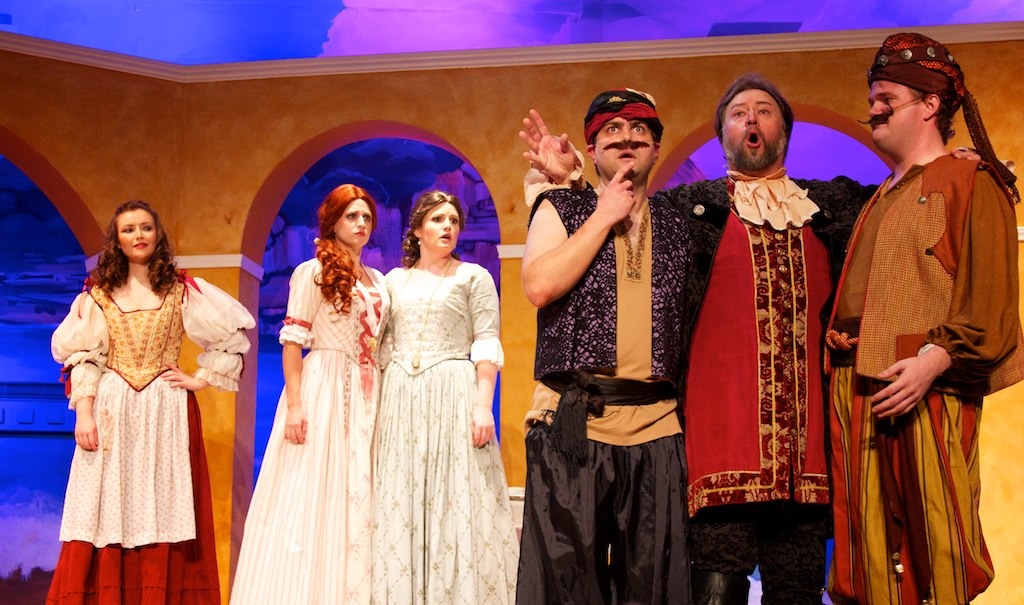
Così fan tutte, Opera in the Heights, Houston, 2011

Nella loro camera Fiordiligi e Dorabella vengono convinte da Despina a «divertirsi un poco, e non morire dalla malinconia», senza mancare di fede agli amanti, s'intende. Giocheranno, nessuno saprà niente, la gente penserà che gli albanesi che girano per casa siano spasimanti della cameriera. Resta solo da scegliere: Dorabella, che decide per prima, vuole Guglielmo, e Fiordiligi apprezza il fatto che le spetti il biondo Ferrando. Ecco avvenuto lo scambio delle coppie.
Nel giardino sul mare i due albanesi hanno organizzato una serenata alle dame, con i suonatori e i cantanti che arrivano in barca. Don Alfonso e Despina incoraggiano gli amanti e le donne a parlarsi e li lasciano soli. Fiordiligi e Ferrando si allontanano, suscitando la gelosia di Guglielmo, che offre un regalo a Dorabella e riesce a conquistarla. Fiordiligi è sconvolta perché sta capendo che il gioco si è mutato in realtà. Quando Ferrando si accomiata, ella ha un attimo di debolezza e vorrebbe richiamarlo, poi rivolge il pensiero al promesso sposo Guglielmo e si proclama a lui fedele. Questi è impacciato nel comunicare a Ferrando che Dorabella ha ceduto facilmente, ma, commentando l'infedeltà di Dorabella, è felice del fatto che Fiordiligi si sia dimostrata «la modestia in carne».
I finti albanesi fanno il punto della situazione; Guglielmo è ben lieto nell'aver saputo che Fiordiligi ha rifiutato l'amico, ma gli deve però confessare che Dorabella non si è comportata nello stesso modo. Ferrando è disperato e Guglielmo chiede a don Alfonso i suoi cinquanta zecchini, ricevendo però un rifiuto: non è ancora il momento. In casa, Dorabella esorta Fiordiligi a divertirsi, ma la giovane, in preda a una grande agitazione, decide di travestirsi da ufficiale e raggiungere il promesso sposo sul campo di battaglia: si fa portare delle vesti maschili, si guarda allo specchio e si rende conto che cambiare abito significa perdere la propria identità. Immagina di trovarsi già sul posto e di essere riconosciuta da Guglielmo, ma Ferrando la interrompe e chiede la sua mano, rivolgendosi a lei con parole che probabilmente Guglielmo non le ha mai detto. Guglielmo ha assistito al dialogo, è furente, e anche Ferrando prova odio per la sua ex fidanzata, ma Don Alfonso, che è riuscito a dimostrare quanto voleva, li esorta a finire la commedia con doppie nozze: una donna vale l'altra, meglio tenersi «queste cornacchie spennacchiate». Don Alfonso chiarisce, inoltre, di non voler accusare le donne, anzi le scusa, dicendo che è colpa della natura umana se «così fan tutte».
Nella sala illuminata, con la tavola imbandita per gli sposi, Despina organizza i preparativi e il coro di servi e suonatori inneggia alle nuove coppie. Al momento del brindisi, Fiordiligi, Dorabella e Ferrando intonano un canone su un tema affettuoso, da musica da camera, mentre Guglielmo si mostra incapace di unirsi a loro e commenta: «Ah, bevessero del tossico / queste volpi senza onor!». Il notaio, che è ancora Despina travestita, fa firmare il finto contratto nuziale e, in quel momento, si ode da lontano un coro maschile che intona «Bella vita militar!». Le sorelle rimangono impietrite: sono i due fidanzati che tornano. Nascosti gli albanesi in una stanza, le due donne si preparano ad accogliere Ferrando e Guglielmo che, continuando la finzione, fingono di insospettirsi quando scoprono il notaio e il contratto; vedendo la firma delle due donne, si infuriano. Alle due giovani non rimane che ammettere la colpa e chiamare in causa Despina e Don Alfonso; i due giovani intanto rientrano nella stanza con gli abiti da "albanesi"; ora tutto è chiaro. Don Alfonso tranquillizza tutti e si giustifica: ha agito a fin di bene, per rendere più saggi gli sposi. Le coppie si ricompongono come in origine e tutti cantano la morale: «Fortunato l'uom che prende / ogni cosa pel buon verso, / e tra i casi e le vicende / da ragion guidar si fa».

## Struttura musicale
- Ouverture

### Atto I

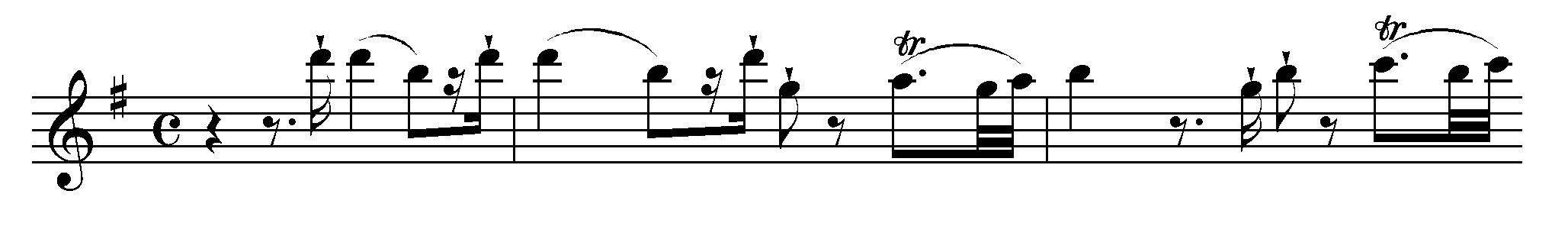
Le prime battute del terzetto n.1

- N. 1 Terzetto La mia Dorabella capace non è (Ferrando, Don Alfonso, Guglielmo)
- N. 2 Terzetto È la fede delle femmine (Ferrando, Don Alfonso, Guglielmo)
- N. 3 Terzetto Una bella serenata (Ferrando, Don Alfonso, Guglielmo)
- N. 4 Duetto Ah guarda sorella (Fiordiligi, Dorabella)
- N. 5 Aria Vorrei dir, e cor non ho (Don Alfonso)
- N. 6 Quintetto Sento, o Dio, che questo piede (Fiordiligi, Dorabella, Ferrando, Don Alfonso, Guglielmo)
- N. 7 Duetto Al fato dàn legge (Ferrando, Guglielmo)
- N. 8 Coro Bella vita militar
- N. 9 Quintetto Di scrivermi ogni giorno (Fiordiligi, Dorabella, Ferrando, Don Alfonso, Guglielmo)
- N. 10 Terzetto Soave sia il vento (Fiordiligi, Dorabella, Don Alfonso)
  - Recitativo accompagnato Ah scostati e
- N. 11 Aria Smanie implacabili (Dorabella)
- N. 12 Aria In uomini! In soldati (Despina)
- N. 13 Sestetto Alla bella Despinetta (Fiordiligi, Dorabella, Despina, Ferrando, Don Alfonso, Guglielmo)
  - Recitativo accompagnato Temerari, sortite fuori di questo loco e
- N. 14 Aria Come scoglio immoto resta (Fiordiligi)
- N. 15 Aria Non siate ritrosi (Guglielmo)
- N. 16 Terzetto E voi ridete? (Ferrando, Don Alfonso, Guglielmo)
- N. 17 Aria Un'aura amorosa (Ferrando)
- N. 18 Finale
  - Ah che tutta in un momento (Fiordiligi, Dorabella)
  - Si mora, sì si mora (Fiordiligi, Dorabella, Ferrando, Don Alfonso, Guglielmo)
  - Eccovi il medico, signore belle (Fiordiligi, Dorabella, Despina, Ferrando, Don Alfonso, Guglielmo)
  - Dove son! (Fiordiligi, Dorabella, Despina, Ferrando, Don Alfonso, Guglielmo)
  - Dammi un bacio, o mio tesoro (Fiordiligi, Dorabella, Despina, Ferrando, Don Alfonso, Guglielmo)

### Atto II

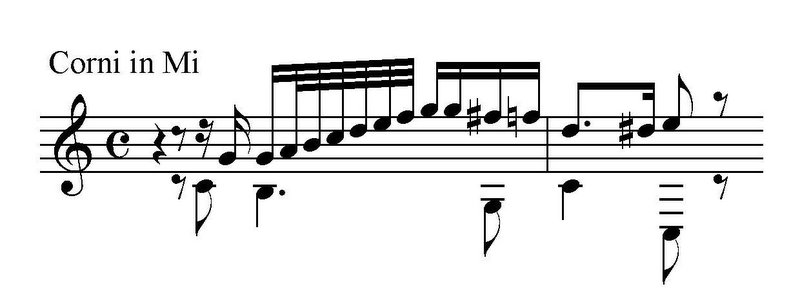
Solo dei corni nel n.25

- N. 19 Aria Una donna a quindici anni (Despina)
- N. 20 Duetto Prenderò quel brunettino (Fiordiligi, Dorabella)
- N. 21 Duetto con Coro Secondate. aurette amiche (Ferrando, Guglielmo, Coro)
- N. 22 Quartetto La mano a me date (Despina, Ferrando, Guglielmo, Don Alfonso)
- N. 23 Duetto Il core vi dono (Dorabella, Guglielmo)
  - Recitativo accompagnato Barbara! Perché fuggi? (Ferrando, Fiordiligi) e
- N. 24 Aria Ah lo veggio, quell'anima bella (Ferrando)
  - Recitativo accompagnato Ei parte... senti... e
- N. 25 Rondò Per pietà, ben mio, perdona (Fiordiligi)
  - Recitativo accompagnato Il mio ritratto! (Ferrando, Guglielmo) e
- N. 26 Aria Donne mie, la fate a tanti (Guglielmo)
  - Recitativo accompagnato In qual fiero contrasto e
- N. 27 Cavatina Tradito, schernito (Ferrando)
- N. 28 Aria È amore un ladroncello (Dorabella)
- N. 29 Duetto Fra gli amplessi in pochi istanti (Fiordiligi, Ferrando)
- N. 30 Andante Tutti accusan le donne (Don Alfonso, Ferrando, Guglielmo)
- N. 31 Finale
  - Fate presto, o cari amici (Despina, Don Alfonso, Coro)
  - Benedetti i doppi coniugi (Coro, Fiordiligi, Dorabella, Ferrando, Guglielmo)
  - Canone E nel tuo, nel mio bicchiero (Fiordiligi, Dorabella, Ferrando, Guglielmo)
  - Miei signori, tutto è fatto (Fiordiligi, Dorabella, Despina, Ferrando, Don Alfonso, Guglielmo)
  - Bella vita militar (Coro, Fiordiligi, Dorabella, Despina, Ferrando, Don Alfonso, Guglielmo)
  - Sani e salvi agli amplessi amorosi (Fiordiligi, Dorabella, Despina, Ferrando, Don Alfonso, Guglielmo)
  - Fortunato l'uom che prende ogni cosa pel buon verso (Fiordiligi, Dorabella, Despina, Ferrando, Don Alfonso, Guglielmo)

Mozart aveva composto originariamente per Guglielmo l'aria Rivolgete a lui lo sguardo (K 584), poi sostituita dal N. 15 Non siate ritrosi

## Analisi dell'opera
L'architettura di questo dramma giocoso è edificata su un divertente gioco di simmetrie. Le due coppie originarie (Fiordiligi e Guglielmo, Dorabella e Ferrando) sono perfettamente speculari: al binomio soprano-baritono si oppone quello di mezzosoprano-tenore. A queste geometrie non sono estranei nemmeno i rimanenti personaggi (Don Alfonso e Despina) i quali, seppure non partecipino ai giochi amorosi, sono attivi spettatori e incitano i protagonisti alle nuove unioni, nonché ad una filosofia di vita meno rigorosa. I moderni allestimenti registici hanno spaziato fra una vasta possibilità d'interpretazione, spesso diverse l'una dall'altra, giocando fra ironia, divertimento, espressione parodistica delle passioni e hanno inoltre altrettanto giocato sulle simmetrie e sulle specularità dell'opera. A questo incrocio, lo scambio di coppie insito nella scommessa sembra portare ordine, ma in realtà rimane un vero enigma, che resta aperto; non vi è una vera soluzione, ma solo una rassegnazione velata di ragionevolezza. Rimane infatti, alla fine, l'interrogativo su quale delle coppie, reali o finte, fosse meglio assortita; resta soltanto un sorriso offuscato da disincanto che fa comprendere come, di fronte al vento delle passioni, la soluzione ragionevole sia sempre la cosa migliore

### La musica
Così fan tutte è un'opera dalla notevole complessità strutturale, sia vocale sia strumentale, al punto che il grande sviluppo dato dal musicista ad alcune delle arie più impegnative riesce a renderle simili a concerti per voce e orchestra.
Fin dall'Ouverture l'orchestra, con una cadenza espressa inizialmente piano e quindi forte, rivela la sintesi dell'opera: infatti, poco prima del finale, i protagonisti maschili canteranno così fan tutte proprio con la stessa cadenza orchestrale iniziale. La musica di Mozart si attiene perfettamente al mondo artificiale della vicenda, mondo in cui viene realizzata una sorta di dimostrazione sulla psicologia dei personaggi. Il musicista li assoggetta a tutta una serie di sperimentazioni musicali e psicologiche allo stesso tempo; realizza infatti un grande numero di combinazioni e di accostamenti. Da notare come soltanto in Così fan tutte, fra tutte le opere di Mozart, si riscontrano solo dodici arie solistiche mentre i numeri d’assieme sono numerosi, tra sei duetti, sei terzetti, un quartetto, un quintetto e un sestetto. L’osservazione va fatta proprio in merito al rapporto tra musica e libretto: sulle geometriche simmetrie del libretto di Da Ponte, Mozart affida a ogni personaggio due arie; la coppia Fiordiligi-Dorabella canta due duetti così come gli uomini, mentre un altro duetto è cantato dalla coppia Fiordiligi-Ferrando e uno da Dorabella con Guglielmo. 
Inizialmente la musica ha un carattere leggero, quasi danzante e le coppie si muovono come condotte da un maestro di cerimonie. L’individualizzazione dei personaggi si fa strada verso la metà del primo atto e poco a poco i diversi protagonisti assumono, anche musicalmente, un carattere preciso. Attratta dal carattere giocoso dell'aneddoto, la partitura mozartiana si ammanta poco per volta anche di caratteri elegiaci, quasi tragici, e l'ironia del tardo-Mozart si trasforma in rassegnazione. Il personaggio di Fiordiligi è un vero esempio: già dall'impegnativa aria Come scoglio si evince il suo carattere spigoloso, espresso in grandi virtuosismi, e la sua virtù superiore a quella della spensierata sorella, perfino il cedimento alla corte del travestito Ferrando si ammanta di toni disperati. Da non dimenticare sono anche i toni mesti e i violini appena pizzicati del saluto nel terzetto Soave sia il vento, nonché l'addio che lo precede: le due dame sono convinte di non rivedere tanto presto i due fidanzati, crogiolandosi nel proprio dolore. Sembra che la musica assuma un tono "agrodolce", ma in verità Mozart con la sua musica ricorda che i protagonisti non sono manichini, ma esseri umani che provano un dolore del tutto veritiero.
Nell'aria Un'aura amorosa di Ferrando, il quale si presta alla scommessa del cinico amico nella speranza di celebrare, alla fine, la sua vittoria nella dolce compagnia della sua amata, Mozart sembra non tener conto della situazione un po' grottesca della trama e delinea l'aria con una melodia ampia e tranquilla. Inoltre il musicista ha attuato in questo suo lavoro un qualcosa di unico fra tutte le sue opere liriche; oltre alla libertà delle arie, anche i recitativi accompagnati, con tutte le loro possibilità di espressione, assurgono a vera manifestazione di sentimenti del tutto svincolati dalla struttura costruita in arie e insiemi.

### Fonti letterarie
Sul versante letterario, non è semplice rinvenire nelle fonti anteriori il tema dominante dello "scambio di coppia"; le principali fonti derivano da Ovidio, Ariosto e Cervantes . Importante antecedente di Così fan tutte (e della filosofia di Don Alfonso) è l'Orlando Furioso di Ludovico Ariosto: nel canto XXVIII si legge di due amici che, appresa l'infedeltà delle loro donne, decidono di partire per sfogarsi in nuove esperienze amorose. Il viaggio-studio però rivela l'amara verità: anche le altre donne non sono più caste. Insomma: così fan tutte! Dal poema vengono inoltre tratti alcuni nomi come Fiordiligi, Dorabella (Doralice), Despina (Fiordispina). Evidente è l'analogia tra la Fiordiligi mozartiana (che minaccia di morire sul campo di battaglia insieme al suo amato, per non compromettersi) e quella ariostesca, che muore come simbolo di estrema fedeltà. Una situazione analoga allo scambio di coppie di Così fan tutte si rinviene nel libretto di La grotta di Trofonio di Giovanni Battista Casti musicato da Antonio Salieri. Le protagoniste, Ofelia e Dori, di indole opposta, scelgono un marito che combaci con il proprio spirito. La magia di Trofonio scambia prima i caratteri dei due mariti, poi delle mogli, per poi riportare tutto alla norma Anche se qui lo scambio non riguarda i fidanzati ma i rispettivi caratteri, è evidente che il tema aveva solleticato la fantasia di Mozart e di Lorenzo da Ponte. Il libretto si rivela comunque ricco di altri numerosi riferimenti; vi si può riscontrare un'analogia con Le pescatrici di Carlo Goldoni dove due giovani pescatori si mascherano per provare la fedeltà delle proprie amanti; notevoli sono anche le somiglianze con L'arbore di Diana, dramma giocoso di Vicente Martin y Soler su libretto dello stesso da Ponte.

## Organico orchestrale
La partitura di Mozart prevede l'impiego di:
- due flauti, due oboi, due clarinetti (2º anche clarinetto di bassetto), due fagotti
- due corni, due trombe
- timpani
- archi

Il basso continuo nei recitativi secchi è affidato al clavicembalo (o al fortepiano), e al violoncello.

## Esecuzioni storiche
Del 1º maggio 1791 è la prima al Mainzer Nationaltheater di Francoforte di Liebe und Versuchung, nella traduzione tedesca di Karl David Stegmann e Heinrich Gottlieb Schmieder e dell'11 maggio la ripresa al Nationaltheater di Magonza. Al Teatro alla Scala di Milano la prima fu il 19 settembre 1807, diretta da Alessandro Rolla e con Teresa Belloc-Giorgi. Nel Regno Unito la prima fu a Londra, il 19 maggio 1811 all'His Majesty's Theatre in Haymarket, con Teresa Bertinotti-Radicati. Al Glyndebourne Festival Opera va in scena nel 1934 diretto da Fritz Busch e fino al 2010 è stata in cartellone per 32 stagioni risultando l'opera maggiormente eseguita.

## Discografia (selezione)
| Anno | Cast (Fiordiligi, Dorabella, Despina, Ferrando, Guglielmo, Alfonso)                                           | Direttore                                      | Etichetta           |
| ---- | --- | ---------------------------------------------- | ------------------- |
| 1954 | Elisabeth Schwarzkopf, Nan Merriman, Lisa Otto, Léopold Simoneau, Rolando Panerai, Sesto Bruscantini          | Herbert Von Karajan                            | EMI                 |
| 1955 | Lisa Della Casa, Christa Ludwig, Emmy Loose, Anton Dermota, Erich Kunz, Paul Schöffler                        | Karl Böhm                                      | Decca               |
| 1962 | Elisabeth Schwarzkopf, Christa Ludwig, Hanny Steffek, Alfredo Kraus, Giuseppe Taddei, Walter Berry            | Karl Böhm                                      | EMI                 |
| 1967 | Leontyne Price, Tatiana Troyanos, Judith Raskin, George Shirley, Sherrill Milnes, Ezio Flagello               | Erich Leinsdorf                                | RCA                 |
| 1971 | Margaret Price, Yvonne Minton, Lucia Popp, Luigi Alva, Geraint Evans, Hans Sotin                              | Otto Klemperer                                 | EMI                 |
| 1974 | Pilar Lorengar, Teresa Berganza, Jane Berbié, Ryland Davies, Tom Krause, Gabriel Bacquier                     | Georg Solti                                    | Decca               |
| 1974 | Montserrat Caballé, Janet Baker, Ileana Cotrubaș, Nicolai Gedda, Wladimiro Ganzarolli, Richard Van Allan      | Colin Davis                                    | Philips             |
| 1975 | Gundula Janowitz, Brigitte Fassbaender, Reri Grist, Peter Schreier, Rolando Panerai, Hermann Prey             | Karl Böhm                                      | Deutsche Grammophon |
| 1977 | Kiri Te Kanawa, Frederica von Stade, Teresa Stratas, David Rendall, Philippe Huttenlocher, Jules Bastin       | Alain Lombard                                  | Erato               |
| 1986 | Carol Vaness, Delores Ziegler, Lillian Watson], John Aler, Dale Duesing, Claudio Desderi, Glyndebourne Chorus | Bernard Haitink, London Philharmonic Orchestra | EMI                 |
| 1988 | Kiri Te Kanawa, Ann Murray, Marie McLaughlin, Hans Peter Blochwitz, Thomas Hampson, Ferruccio Furlanetto      | James Levine                                   | Deutsche Grammophon |
| 1989 | Lella Cuberli, Cecilia Bartoli, Joan Rodgers, Kurt Streit, Ferruccio Furlanetto, John Tomlinson               | Daniel Barenboim                               | Erato               |
| 1994 | Renée Fleming, Anne Sofie von Otter, Adelina Scarabelli, Frank Lopardo, Olaf Bär, Michele Pertusi             | Georg Solti                                    | Decca               |
| 2009 | Karita Mattila, Anne Sofie von Otter, Francisco Araiza, José van Dam, Thomas Allen                            | Sir Neville Marriner                           | Decca               |
| 2012 | Miah Persson, Angela Brower, Mojca Erdmann, Rolando Villazón, Adam Plachetka, Alessandro Corbelli             | Yannick Nézet-Séguin                           | Deutsche Grammophon |
| 2014 | Simone Kermes, Malena Ernman, Anna Kasyan, Kenneth Tarver, Christopher Maltman, Konstantin Wolff              | Teodor Currentzis                              | Sony                |

## DVD (selezione)
| Anno | Cast (Fiordiligi, Dorabella, Despina, Ferrando, Guglielmo, Alfonso)                                     | Direttore            |                     |
| ---- | --- | -------------------- | ------------------- |
| 1983 | Margaret Marshall, Ann Murray, Kathleen Battle, Francisco Araiza, James Morris, Sesto Bruscantini       | Riccardo Muti        | TDK                 |
| 1988 | Edita Gruberová, Delores Ziegler, Teresa Stratas, Luis Lima, Ferruccio Furlanetto, Paolo Montarsolo     | Nikolaus Harnoncourt | Deutsche Grammophon |
| 1989 | Daniela Dessì, Delores Ziegler, Adelina Scarabelli, Jozef Kundlák, Alessandro Corbelli, Claudio Desderi | Riccardo Muti        | Image Entertainment |
| 1992 | Amanda Roocroft, Rosa Mannion, Rainer Trost, Rodney Gilfry, Eirian James, Claudio Nicolai               | John Eliot Gardiner  | Deutsche Grammophon |
| 2000 | Cecilia Bartoli, Liliana Nikiteanu, Agnes Baltsa, Roberto Saccà, Oliver Widmer, Carlos Chaussón         | Nikolaus Harnoncourt | Arthaus             |
| 2005 | Erin Wall, Elīna Garanča, Barbara Bonney, Shawn Mathey, Stéphane Degout, Ruggero Raimondi               | Daniel Harding       | Virgin Classics     |